# Шатурторф (платформа)
Шатурто́рф — остановочный пункт Казанского направления Московской железной дороги в одноимённом посёлке городского округа Шатура Московской области.
На остановочном пункте одна островная высокая пассажирская платформа для электропоездов. На платформе останавливаются около 23 пар электропоездов в сутки маршрутов Москва-Казанская — Черусти; Москва-Казанская — Шатура и Куровская — Черусти.

## История
Ранее Шатурторф был станцией с несколькими приёмо-отправочными путями и мощностями для грузовой работы. На станционной площадке были также пути узкой колеи Шатурского транспортного управления. Закрыта в 2002 году. Путевое развитие и станционные устройства СЦБ демонтированы. Официально промежуточная станция 4 класса закрыта в 2013 году, на её месте открыт путевой пост, код ЕСР сменён с 232003 на 232018. По состоянию на 2015 год путевого поста нет, только платформа на перегоне.